# Oberneureuth
Oberneureuth ist ein Gemeindeteil der Gemeinde Sonnen und eine Gemarkung im niederbayerischen Landkreis Passau. Das Dorf liegt etwa zwei Kilometer südwestlich von Hauzenberg an der Staatsstraße 2132.

## Geschichte
Der Ort gehörte bis 1803 zum Amt Kellberg des Landgerichtes Oberhaus im Hochstift Passau und wurde dann mit dem größten Teil des hochstiftischen Gebietes zugunsten Ferdinands von Toskana säkularisiert. Seit den Friedensverträgen von Brünn und Preßburg 1805 gehört der Ort zu Bayern. Die Landgemeinde Oberneureuth mit dem Hauptort Krinning wurde 1818 durch das bayerische Gemeindeedikt begründet. Die katholische Filialkirche St. Gunther in Krinning wurde 1961 nach den Plänen von Alfons Hornsteiner erbaut. Durch die Gebietsreform in Bayern wurde am 1. Mai 1978 die Eingliederung von Teilen der Gemeinde (dem Hauptort Krinning mit Auhäusl, Geiersberg, Langreuth (mit Sickling verbunden), Sicklingermühle und Sieglmühle) nach Hauzenberg vollzogen, während Oberneureuth mit den Orten Grubwies, Haidensäg, Haselberg, Höllwies, Holzgattern, Jägerwies (mit Thierham verbunden), Keinzlmühle, Niederneureuth, Niederneureutherwaid (mit Haselberg verbunden), Oberneureutherwaid, Rannaberg, Schauberg, Schneideröden, Schönwiese und Thierham in die Gemeinde Sonnen eingegliedert wurde.